# Morschwiller
Morschwiller (deutsch Morschweiler) ist eine französische Gemeinde und liegt im Département Bas-Rhin in der Region Grand Est (bis 2015 Elsass). Sie hat 601 Einwohner (Stand 1. Januar 2021).

## Geschichte
Eine erste Erwähnung der Siedlung stammt aus dem Jahr 771. Anlässlich einer Schenkung durch Otto I. an das Kloster Lorsch wurde der Ort im Jahr 953 als Moresheim im Lorscher Codex erwähnt. Es gehörte im Mittelalter zu den deutschen Reichsdörfern.

### Bevölkerungsentwicklung
| 1962 | 1968 | 1975 | 1982 | 1990 | 1999 | 2007 | 2013 |
| ---- | ---- | ---- | ---- | ---- | ---- | ---- | ---- |
| 366  | 368  | 392  | 388  | 395  | 459  | 540  | 598  |

## Sehenswürdigkeiten
- katholische Kirche Saint-Étienne, von Louis-Martin Zegowitz im Jahr 1840 erbaut
- Kapelle Saint-Ulrich aus dem Jahr 1832